# ʻUtungake
ʻUtungake (auch: Otungake, Utugake) ist eine Insel in der tonganischen Inselgruppe Vavaʻu. Im Jahr 2021 hatte ʻUtungake 274 Bewohner.

## Geographie
ʻUtungake ist eine langgezogene, spiralförmige Inseln im Archipel Vavaʻu. Sie liegt am Südrand des Ava Pulepulekai Channel und schließt fast unmittelbar an die Insel Pangaimotu im Zentrums des Archipels an. Im Norden ist ʻUtungake durch eine Brücke mit Pangaimotu verbunden. Die Insel umschließt von Norden nach Südwesten die Vauleleva Bay, ein altes Blue Hole, welches nochmals von Süden von einer Landzunge von Pangaimotu eingefasst wird. Die insgesamt sehr schmale Insel wird nach Süden zu breiter, und mit Mala besteht ein Übergang nach Kapa im Süden. Auf der Insel liegen die beiden Siedlungen ’Utungake und Nga’unoho (Talihau).
Im Norden der Insel liegen im Ava Pulepulekai Channel noch die winzigen Inselchen Lotuma, Nuapuli und Kolotahi.

## Klima
Das Klima ist tropisch heiß, wird jedoch von ständig wehenden Winden gemäßigt. Ebenso wie die anderen Inseln der Vavaʻu-Gruppe wird ʻUtungake gelegentlich von Zyklonen heimgesucht.